# 70 Virginis
70 Virginis é uma estrela anã amarela situada aproximadamente a 59 anos-luz do Sol, na constelação de Virgo. É excepcionalmente brilhante para o seu tipo espectral e poderá estar a começar a entrar na fase de estrela subgigante.
Em 1996, descobriu-se que 70 Virginis poderia ter um planeta extrasolar em sua órbita, chamado 70 Virginis b.